# Färjansö-Långö
Färjansö-Långö är ett naturreservat i Ljungby kommun i Kronobergs län.
Reservatet har varit skyddat sedan 2001 och omfattar ett antal öar i sjön Vidöstern med omgivande vatten. Det är 421 hektar stort och består av betade skogar, betesmarker och slåttermader. Där finns ett rikt fågelliv med änder och vadarfåglar. Havsörn vistas i området vintertid.

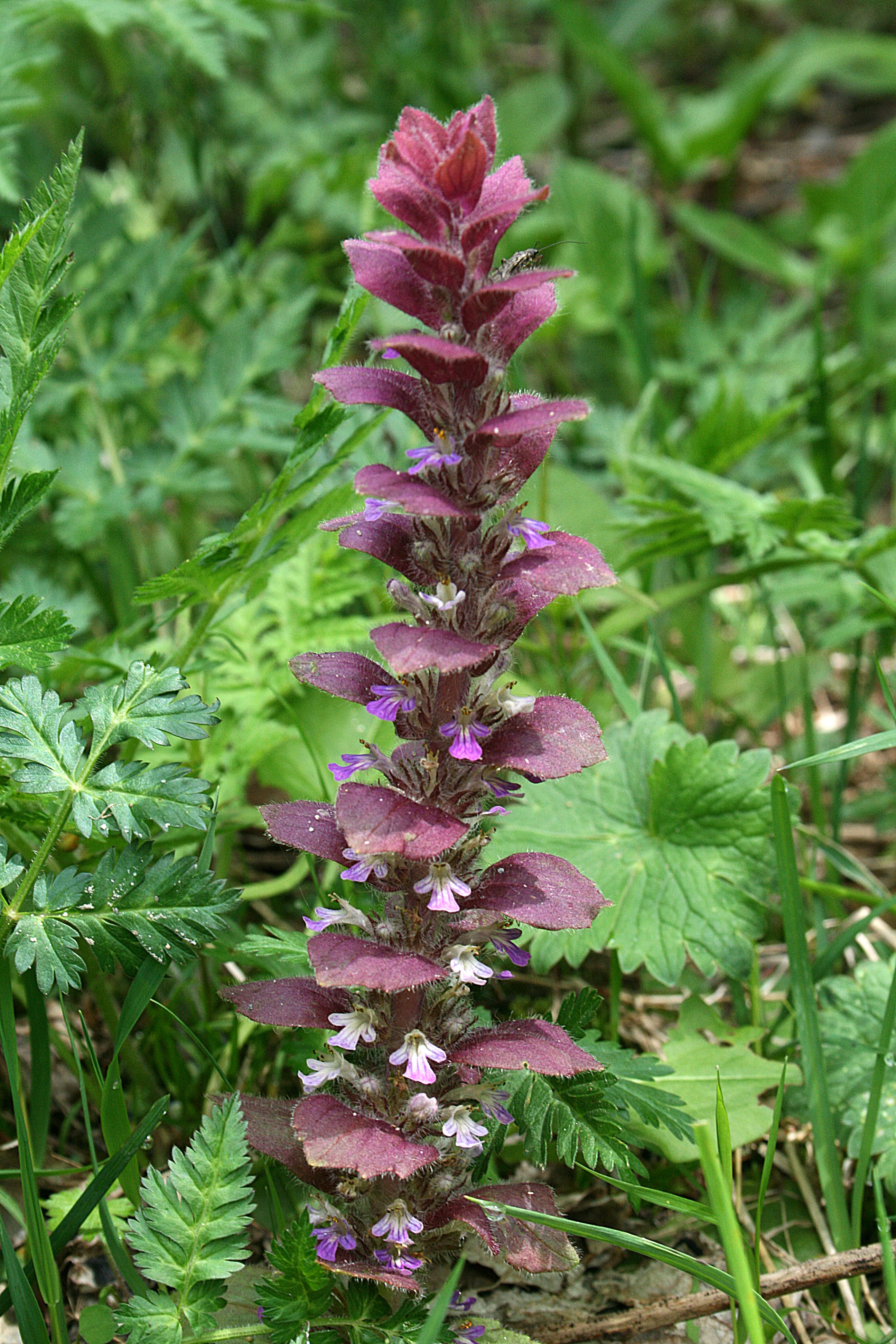
Blåsuga

På den största ön Färjansö finns en ovanligt rik flora. Där växer blåsuga, kattfot, stor blåklocka, slåttergubbe, hirsstarr och stagg. Även klockgentiana, lundslok, tandrot och liten nunneört växer där. Inom området finns rik tillgång på död ved som är en viktig livsmiljö för ett stort antal växter och djur. Det gäller insekter, svampar, lavar och mossor. På Långö växer grön sköldmossa som växer på nedfallna granstammar.
Fornlämningar finns på Färjansö och Husholmen i form av gravfält och en befästning. Norra delen av ön Färgansö utgöt ett eget naturreservat i Värnamo kommun i Jönköpings län. Det kallas Färjansö naturreservat och ingår i Natura 2000.